# Тегаза

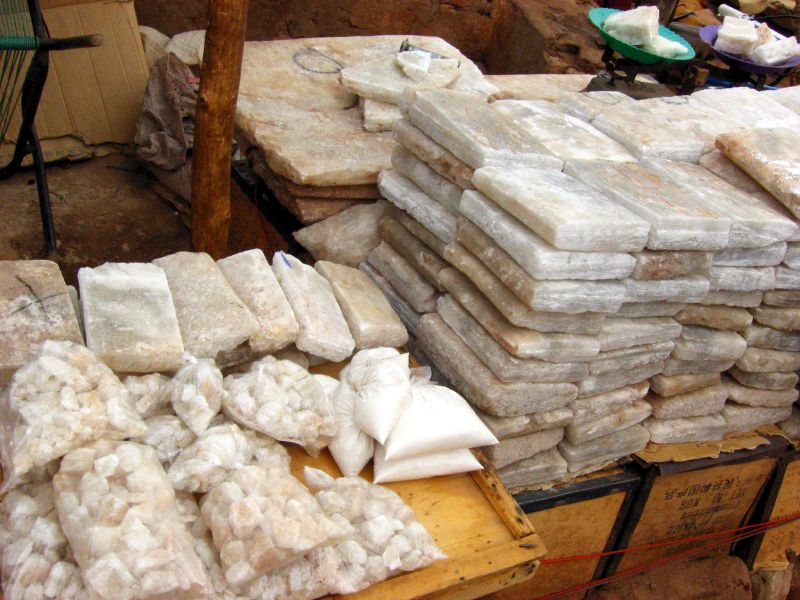
Каменная соль на рынке в Мопти

Торговые маршруты Западной Сахары в 1000-1500 гг. Золотые рудники отмечены светло-коричневыми.

Тегаза (фр. Teghazza, Тегазза, Тагазза) — заброшенный ныне город на севере Мали. Был основан в X в. рядом с соляными копями. В Средние века служил важным перевалочным пунктом на сахарских караванных путях, где соль обменивали на золото, иногда в соотношении 1:2. Соляные караваны азалаи направлялись в Томбукту и Гао и далее распространялась от Чада до Сенегала. При перевозке пласты соли разрезались на бруски размером один локоть на три, похожие на большие плиты белого мрамора. На них ставили клеймо владельца, украшали рисунками и обвязывали узкими кожаными ремнями.
В 1352 году Тегазу посетил арабский путешественник Ибн Баттута. По его описаниям дома в городе и мечеть были построены из блоков соли и покрыты верблюжьими шкурами. При этом жители соляной столицы сильно зависели от прибывающих туда караванов с продовольствием. Нередко случалось так, что из-за задержки каравана люди погибали.

Тегазу населяют лишь рабы берберов — месуфа, которые добывают соль, а питаются тем, что к ним привозят из фиников Дра и Сиджилмасы, мясом верблюдов и просом, доставляемым! из страны черных. Черные же приезжают из своей страны и увозят из Тегазы соль. Соль из Тегазы продается в Айвалатене по цене от 8 до 10 мискалей за вьюк, а в городе Малли — от 20 до 30, часто же доходит и до 40 мискалей. Соль служит чёрным средством обмена подобно тому, как служат средством обмена золото и серебро: черные режут соль на куски и торгуют ею. Несмотря на ничтожность селения Тегаза, в ней покупают и продают множество кинтаров золотого песка…

В конце XV в. Тегаза была включена в состав Сонгая. В 1591 г. была захвачена марокканским султаном, после чего уступила место главного поставщика соли в регионе другому поселению — Таудени.